# Stotzigen Firsten
Stotzigen Firsten är en bergstopp i Schweiz.   Den ligger i kantonen Uri, i den centrala delen av landet, 90 km sydost om huvudstaden Bern. Toppen på Stotzigen Firsten är 2 759 meter över havet, eller 50 meter över den omgivande terrängen. Bredden vid basen är 1,1 km.
Terrängen runt Stotzigen Firsten är bergig västerut, men österut är den kuperad. Trakten runt Stotzigen Firsten är nära nog obefolkad, med mindre än två invånare per kvadratkilometer.. Närmaste större samhälle är Airolo, 13,5 km öster om Stotzigen Firsten. 
Trakten runt Stotzigen Firsten består i huvudsak av gräsmarker.